# トゥルース・オア・デア 〜殺人ゲーム〜
『トゥルース・オア・デア 〜殺人ゲーム〜』（原題:Truth or Dare）は2018年に公開されたアメリカ合衆国のホラー映画である。監督はジェフ・ワドロウ、主演はルーシー・ヘイルが務めた。本作は日本国内で劇場公開されなかったが、2018年12月5日にDVDが発売された。

## あらすじ
YouTuberのオリヴィア・バロンは大学の友人たちと共にメキシコ旅行に向かった。現地に到着した一行は酒盛りに興じ、「真実か挑戦か」ゲームを行うことになった。誰もが軽い気持ちでゲームに参加したが、それは悪魔が支配するゲーム―真実ではなく嘘を述べたり、挑戦に失敗したりした者には死が与えられるゲームであった。

## キャスト
※括弧内は日本語吹替
- ルーシー・ヘイル（下山田綾華） - オリヴィア・バロン
- タイラー・ポージー（鈴木達央） - ルーカス・モレノ
- ヴァイオレット・ビーン（木下紗華） - マーキー・キャメロン
- ヘイデン・セットー（高橋英則） - ブラッド・チャン
- ランドン・リブロン - カーター/サム
- ノーラン・ジェラード・ファンク - タイソン・カラン
- ソフィア・テイラー・アリ（三木美） - ペネロープ・アマリ
- サム・ラーナー - ロニー
- オーロラ・ペリノー - ジゼル・ハモンド
- トム・チョイ - ハン・チャン
- ゲイリー・アンソニー・ウィリアムズ - カラックス

## 製作
ジェフ・ワドロウはブラムハウス・プロダクションズが『Truth or Dare』というタイトルのホラー映画の製作を始めていると知り、オープニングのシーンのアイデアを携えて自分を売り込んだ。その結果、ワドロウは本作の監督に起用されることとなった。
2017年3月16日、ルーシー・ヘイルの起用が決まったと報じられた。5月24日、タイラー・ポージー、ヴァイオレット・ビーン、ノーラン・ジェラード・ファンク、ソフィア・テイラー・アリ、ヘイデン・セットーが本作に出演することになったとの報道があった。7月、オーロラ・ペリノーがキャスト入りした。8月、トム・チョイが本作に出演していると報じられた。10月16日、サム・ラーナーが起用されていたとの報道があった。2018年1月3日、本作の予告編が公開された。

### 撮影
本作の主要撮影は2017年6月8日にロサンゼルスで始まり、同年7月12日に終了した。

## 公開
当初、本作は2018年4月27日に公開される予定だったが、後に公開日は同年4月13日に前倒しされた。

## 興行収入
本作は『ランペイジ 巨獣大乱闘』や『Sgt. Stubby: An American Hero』と同じ週に封切られ、公開初週末に1200万ドルから1500万ドルを稼ぎ出すと予想されている。なお、本作の全米公開日は13日の金曜日というホラー映画日和であるため、興行収入の伸びが期待されていたが、実際、本作のオープニング興収は予想を上回るものとなった。2018年4月13日、本作は全米3029館で公開され、公開初週末に1866万ドルを稼ぎ出し、週末興行収入ランキング初登場3位となっている。

## 評価
本作は批評家から酷評されている。映画批評集積サイトのRotten Tomatoesには85件のレビューがあり、批評家支持率は16%、平均点は10点満点で3.8点となっている。サイト側による批評家の見解の要約は「『トゥルース・オア・デア 〜殺人ゲーム〜』は巧妙にストーリーを展開しているが、二流のホラー映画でしかなく、普通の「真実か挑戦か」ゲームの方がスリリングである。」となっている。また、Metacriticには27件のレビューがあり、加重平均値は37/100となっている。なお、本作のCinemaScoreはB-となっている。